# Paulo Luís Borges
Paulo Luís Borges (Itaocara, 24 december 1944 – São Paulo,  15 juli 2011) was een Braziliaans voetballer.

## Biografie
Borges begon zijn carrière bij Bangu, waarmee hij in 1966 het Campeonato Carioca won. Hij scoorde in de titelwedstrijd tegen Flamengo voor bijna 144.000 de 3-0 waardoor Bangu glorieus de titel won. In 1968 maakte hij de overstap naar Corinthians uit São Paulo. In 1971 speelde hij kort voor Palmeiras, maar keerde daarna terug naar Corinthians. Hij beëindigde zijn carrière in 1975 bij Vasco da Gama.
Hij debuteerde voor het nationale elftal op 5 juni 1966 in een vriendschappelijke wedstrijd tegen Polen, die de Brazilianen met 4-1 wonnen. In totaal speelde hij zestien wedstrijden.